# Stephan Burger
Stephan Burger (Friburgo, 29 de abril de 1962) é um prelado alemão da Igreja Católica, arcebispo da Arquidiocese de Friburgo.

## Biografia
Burger cresceu em Löffingen. Ele tem três irmãos e uma irmã. Seu irmão Tutilo Burger, O.S.B. desde 2011 é abade da abadia beneditina de Beuron.
Depois de frequentar a escola primária e secundária, mudou-se para o Hersberg embarcar em Immenstaad . Ele entrou no Colégio Borromaeum, o seminário diocesano em Friburgo e estudou filosofia e teologia em Friburgo e Munique. Em 20 de maio de 1990, foi ordenado sacerdote e celebrou sua primeira missa em St. Michael em Loeffingen. Ele era sacerdote assistente em Tauberbischofsheim e Pforzheim . A partir de 1995 ele se tornou administrador paroquial e, finalmente, pároco de São Maurício, St. Leon-Rot. Paralelamente, entre 2004 a 2006, formou-se em direito canônico na Lizentiatisstudium am Kanonistischen Institut da Universidade de Münster.
Foi do oficialato da Arquidiocese de Friburgo, ele era um defensor do vínculo matrimonial (Defensor vinculi) desde 2002, desde 2006, o advogado da igreja (promotor iustitiae) e, desde 2007, oficial. Desde 2013 ele era o cônego.
Em 30 de maio de 2014, Burger foi nomeado pelo Papa Francisco como o sucessor do arcebispo Robert Zollitsch na Sé de Friburgo e é, portanto, também metropolita da Província Eclesiástica do Alto Reno.
A ordenação episcopal e a entrada solene em Friburgo ocorreram em 29 de junho de 2014. Foi ordenado pelo seu antecessor, Robert Zollitsch, tendo como co-sagrantes o cardeal Karl Lehmann e o bispo Gebhard Fürst. Stephan Burger escolheu o lema Christus in cordibus ("Cristo no coração"), que é retirado da carta de Paulo aos Efésios (Efésios 3:17).